# Севернохерцеговачки партизански одред
Севернохерцеговачки народноослободилачки партизански одред био је јединица у саставу НОВЈ од новембра 1943. до јуна 1944, када су његови борци прешли у 10. и 11. херцеговачку бригаду НОВЈ.

## Позадина
После капитулације Италије, септембра 1943, створени су у источној Херцеговини повољнији услови за масовну мобилизацију и разбијање четника. У јесен 1943. 10. херцеговачка бригада формирала је низ малих НОП одреда, јачине 30-100 бораца, издвајајући из својих редова за њих само по једног руководиоца. Тако су у септембру и октобру формирани: Влаховићки, Поповски, Шумски, Дабарски (Миро Попара), Билећки (Баљачки), Столачки и Удрежањски, а у новембру Невесињска пушка, Бишина, Дулићки (Гатачки), Бјелимићки и Планински НОП одред. Главни задатак тих одреда био је мобилизација бораца за јединице НОВ, политички рад, организација народне власти, обавештајна служба и извођење диверзија и напада на комуникације. Територија тих одреда, због њихове мале снаге, није одређивана. Ослонац им је обично био село или предео по којем су носили име. Углавном, дејствовали су самостално, али и у саставу ударних група (касније бригада). Значајније самосталне акције имали су Билећки (заузимање Билеће), Дабарски (разбијање једне колоне од 150 италијанских војника и четника) и Столачки (одбијање немачке чете из села Пребиловаца).

## Ратни пут Одреда
Севернохерцеговачки НОПО формиран је 23. новембра 1943. обједињавањем дотадашњих мањих одреда: Миро Попара, Невесињска пушка, Бишина, Дулићког и Површког. Крајем новембра имао је 3 батаљона: Миро Попара, Невесињска пушка и Вуле Скоко, укупно 300 бораца. У почетку је дејствовао на територији срезова Гацко и Невесиње, и дабарске општине столачког среза. Потом проширује дејства у северном делу мостарског, коњичком и калиновичком срезу. Месец дана касније, Одреду је припојен и билећки срез, у којем су били формирани Ситнички батаљон и Билећка чета. Задаци одреда били су: мобилизација, обезбеђење слободне територије и борба против четника. С обзиром на то да се 29. херцеговачка дивизија НОВЈ на његовој територији дуже задржала, батаљони Севернохерцеговачког НОПО дејствовали су, углавном, на помоћним правцима Дивизије и обезбеђивали извршење задатака појединих њених бригада. У јануару 1944. су обновљени батаљони Миро Попара (истоимени батаљон раније је ушао у састав 12. херцеговачке бригаде) и Вуле Скоко, који се у децембарским одбрамбеним борбама осуо.
До пролећа 1944. Одред се поново омасовио, па је у то време успешно дејствовао на комуникацији Мостар-Невесиње. У јуну батаљон Миро Попара и Вуле Скоко упућени су у 11, а батаљон Невесињска пушка у 10. херцеговачку бригаду. Од осталих јединица формиран је батаљон Команде I војног подручја, док је Ситнички батаљон прерастао у самостални Ситнички одред. 

Одред је расформиран је 18. јуна 1944.